# Isa Miranda
Isa Miranda, właśc. Ines Isabella Sampietro (ur. 5 lipca 1909 w Bergamo, zm. 8 lipca 1982 w Rzymie) – włoska aktorka filmowa, teatralna i telewizyjna, pracująca z powodzeniem również za granicą. W czasie swojej trwającej ponad 40 lat kariery zagrała w niemal 100 filmach i serialach telewizyjnych, z których najważniejszym były Mury Malapagi (1949) René Clémenta z jej nagrodzoną na 3. MFF w Cannes kreacją.

## Życiorys
Urodziła się w Bergamo jako Ines Isabella Sampietro. Podczas studiów aktorskich w Mediolanie pracowała jako stenotypistka. Zaczęła karierę od ról teatralnych. Po wyjeździe do Rzymu grała niewielkie role we włoskich filmach. Wtedy to przyjęła pseudonim artystyczny Isa Miranda. Przełomem w jej karierze była rola wodzącej mężczyzn na pokuszenie gwiazdy filmowej Gaby Doriot w filmie Kobieta dla wszystkich (1934) Maxa Ophülsa. Występ ten przyniósł jej kolejne propozycje oraz kontrakt z hollywoodzką wytwórnią Paramount Pictures. W Ameryce Miranda, którą ochrzczono mianem włoskiej Marleny Dietrich, zagrała kilka ról femme fatale.
Zaraz po wybuchu II wojny światowej powróciła do rodzinnych Włoch, gdzie z powodzeniem kontynuowała swoją karierę sceniczną i filmową. Miranda występowała w filmach włoskich, francuskich, niemieckich i brytyjskich. Za rolę w nagrodzonym Oscarem dla najlepszego filmu nieanglojęzycznego filmie Murach Malapagi (1949) René Clémenta zdobyła nagrodę dla najlepszej aktorki na 3. MFF w Cannes. Kolejnym sukcesem było Rondo (1950) Maxa Ophülsa.
Zagrała w filmie nowelowym Jesteśmy kobietami (1953), gdzie poza nią wystąpiły takie legendy jak Ingrid Bergman, Anna Magnani i Alida Valli. Inne ważne tytuły filmów z udziałem Mirandy to m.in. Przed potopem (1954) André Cayatte'a, Urlop w Wenecji (1955) Davida Leana, Opuszczeni (1955) Francesco Maselliego, Pustka (1963) Damiano Damianiego, Żółty Rolls-Royce (1964) Anthony’ego Asquitha, Trzewiki rybaka (1968) Michaela Andersona i Nocny portier (1974) Liliany Cavani.
Zasiadała w jury konkursu głównego na 8. MFF w Cannes (1955). 
Jedynym mężem aktorki był włoski producent, reżyser i scenarzysta filmowy Alfredo Guarini. Byli małżeństwem od 1939 do jego śmierci w 1981. Isa Miranda zmarła w Rzymie w 1982, trzy dni po swoich 73. urodzinach.